# Salame
O salame (em italiano: salame, plural: salami) é um enchido de origem italiana. O nome é derivado do verbo italiano salare, que significa salgar.
Historicamente, o salame está associado aos camponeses italianos, como um produto de carne que podia ser armazenado a temperatura ambiente, por períodos de até um ano, constituindo um suplemento ao fornecimento escasso ou inconstante de carne fresca, em épocas mais remotas.

## Ingredientes

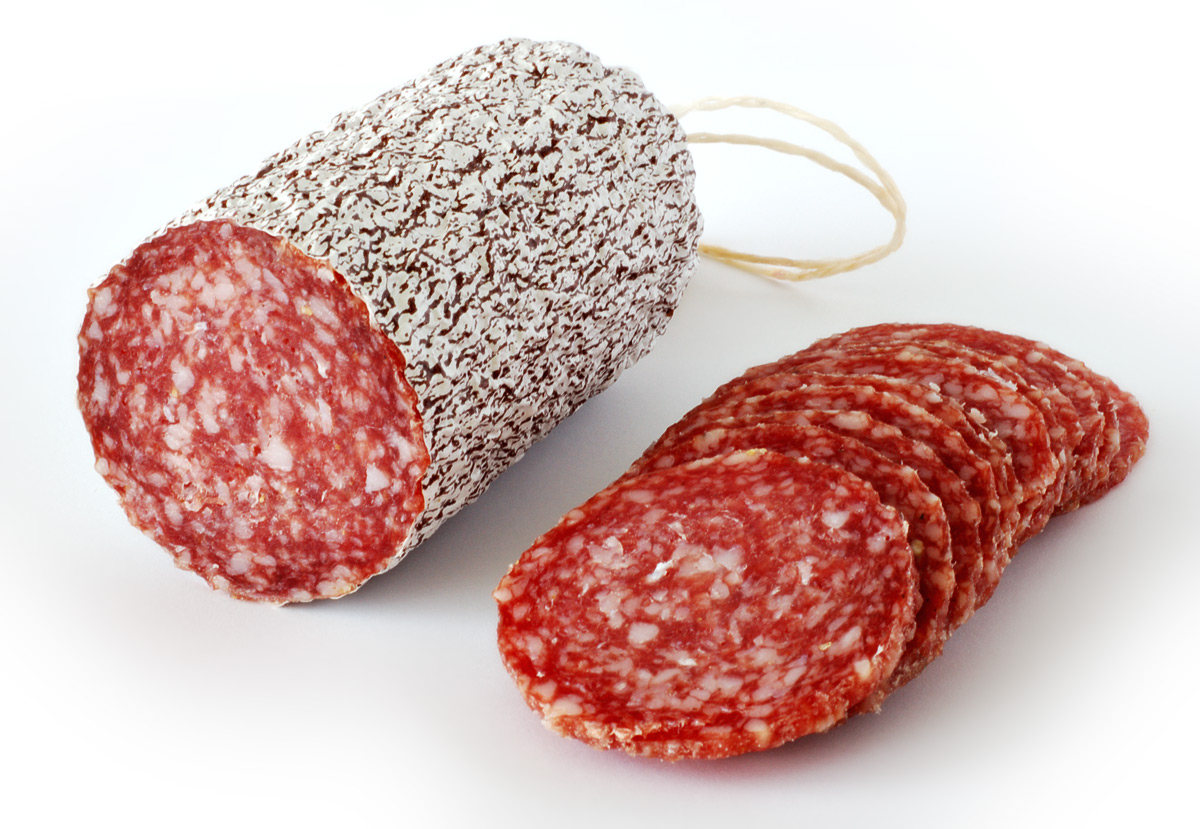
Salame com pele comestível

Um salame tradicional, embora existam diversas variedades, é feito de uma mistura de ingredientes que pode incluir os seguintes:
- Carne de bovino ou de suíno cortada em pedaços; as versões industriais podem incluir carne de frango ou corações de bovino
- Vinho
- Sal
- Ervas aromáticas e especiarias diversas.

A mistura crua fermenta durante um dia, para depois ser introduzida numa tripa comestível ou artificial, e pendurada para ser curada.

## No Brasil
O salame é comum em diversas regiões do Brasil, podendo ser encontrado uma grande variedade. No Paraná o salame cracóvia é um embutido defumado feito com carne suína selecionada, geralmente o lombo ou pernil do porco, muito bem temperada com alho, pimenta e sal. O embutido surgiu na década de 1960, em Prudentópolis, região centro-sul do Paraná, colonizada por eslavos, em sua maioria por descendentes de ucranianos. Uma família ucraniana buscava produzir um embutido artesanal que fosse diferente das salsichas, mortadelas, salames e linguiças da época. O salame cracóvia é defumado em alta temperatura, o que o deixa cozido. Diferenciando-o do salame tradicional, que é cru, defumado e maturado a frio, e da tradicional linguiça, que é embutida e defumada também a frio, mas não maturada. A iguaria agradou muito os imigrantes poloneses que batizaram com o nome de cracóvia, em referência à cidade polonesa Kraków. O seu uso é diversificado, mas é comum sendo usado fatiado em sanduíches, em entradas e na preparação de molhos, e até no recheio de pizzas e em risotos.

## Em Portugal

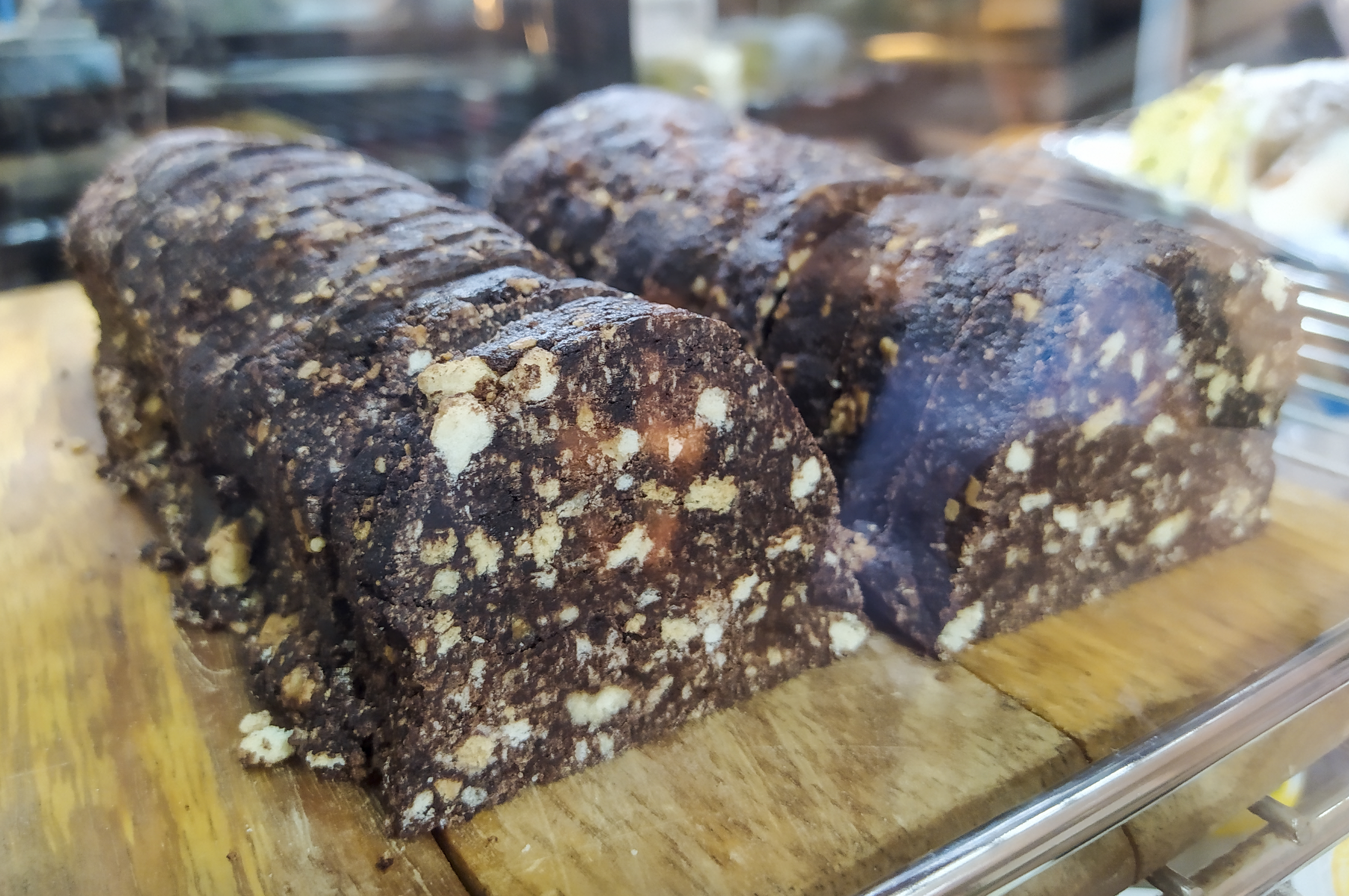
Salame de chocolate

Devido ao grande crescimento que os restaurantes italianos têm experimentado nas principais cidades de Portugal nos últimos anos, o consumo deste produto tem se espalhado, mas continua a ser um enchido pouco popular no país, embora seja facilmente acessível nos supermercados. Em Portugal existem outros enchidos semelhantes, tal como o salsichão ibérico e o paio de porco preto do Alentejo. Aliás, também existe um doce chamado «salame», que tem a mesma forma mas é feito de chocolate com bolachas Maria trituradas.